# Dorothea Widmer

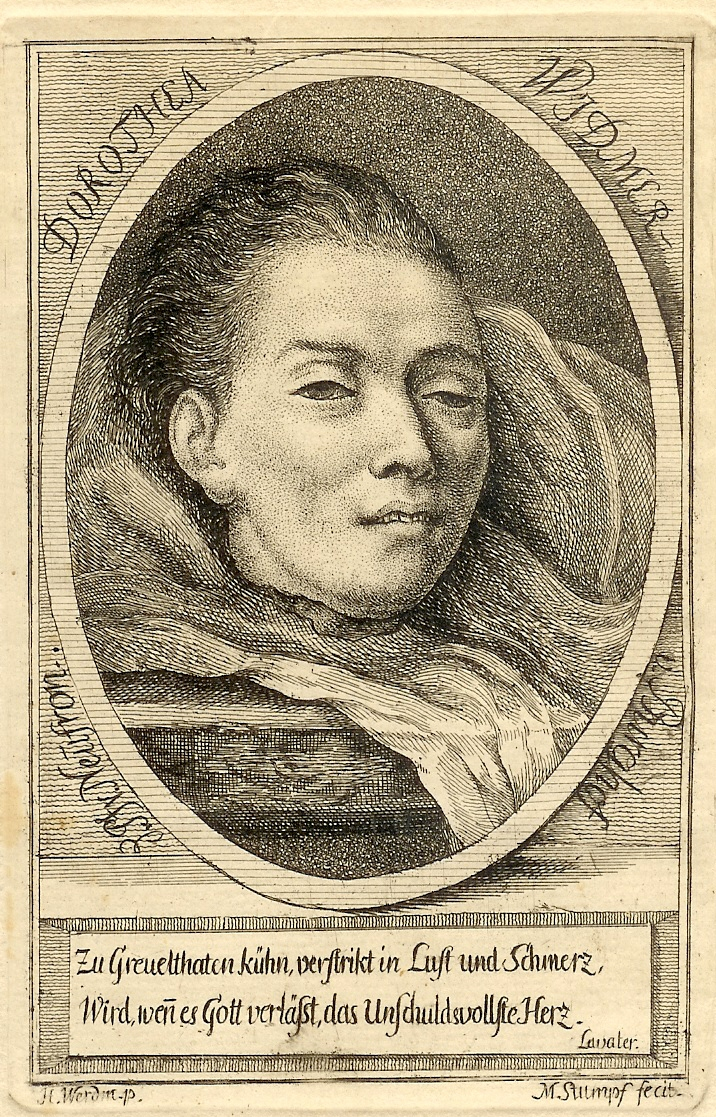
Das Haupt der Dorothea Widmer (Kupferstich 1781 im Auftrag von J. K. Lavater)

Dorothea Widmer (*  1758 in Burghof; † 29. August 1781 in Zürich) war eine Schweizer Gattenmörderin, deren Hinrichtung aufgrund der Tatumstände Aufsehen erregte.

## Leben
Dorothea Widmer lebte in der thurgauischen Gemeinde Erzenholz, heute ein Stadtteil von Frauenfeld. Dorothea Widmer ertrug die früh geschlossene Ehe mit einem gewalttätigen Alkoholiker nicht. 1780 beseitigten Dorothea Widmer und ihr Komplize Bartholome Gubler den Ehemann mit der Axt. Gubler konnte zunächst nach Korsika fliehen, kehrte aber wegen Gewissensbissen zurück und stellte sich den Behörden. Dorothea Widmer wurde aufgrund des Gattenmordes Anfang 1781 zum Tod verurteilt. Das Urteil wurde zunächst wegen einer vermuteten Schwangerschaft nicht vollstreckt. Am 29. August 1781 wurde Dorothea Widmer in Zürich, 11 Tage nach ihrem Komplizen, hingerichtet. Der Prozess und die Hinrichtung erregten aufgrund der Schönheit der Angeklagten und der Rohheit des Gatten grosses Aufsehen. Dorothea Widmer wurde als zweite Beatrice Cenci stilisiert. Johann Kaspar Lavater liess das von Johann Heinrich Werdmüller gezeichnete Haupt der hingerichteten Dorothea Widmer von Matthias Stumpf in Kupfer stechen und versah den Stich mit der Unterschrift: „Zu Greuelthaten kühn, verstrikt in Lust und Schmerz wird, wenn es Gott verlässt, das unschuldsvollste Herz.“